# Кузьмичі (Мядельський район, Слобідзька сільська рада)
Кузьмичі (біл. вёска Кузьмичі) — село в складі Мядельського району Мінської області, Білорусь. Село підпорядковане Слобідзькій сільській раді, розташоване в північній частині області.